# Campeonato Mundial de Pelota Vasca de 1970
El Campeonato del Mundo de Pelota Vasca de 1970 fue la 6.ª edición del Campeonato del Mundo de Pelota Vasca, organizado por la Federación Internacional de Pelota Vasca. El campeonato se celebró por segunda vez en la historia en San Sebastián (Guipúzcoa), y por tercera vez en España.

## Desarrollo
El torneo se celebró entre el 18 y el 27 de septiembre de 1970, contando con la participación de países como España, Argentina, México, Francia y Uruguay, entre otros. El ganador final fue la selección de España, que obtenía así su segundo título absoluto de los campeonatos.

## Especialidades
Se disputaron 12 títulos mundiales en las diferentes especialidades, otorgándose por primera vez en la historia medallas de bronce, conforme el siguiente desglose en el que se indica el ganador y medallistas de cada una de ellas:
Trinquete, cinco títulos:
| Especialidad    | Oro                                    | Plata                                      | Bronce                         |
| Mano individual | Francia Artola                         | España Juan Bautista Echeveste             | Uruguay R. Castillo            |
| Mano parejas    | Francia Laduche - Harocarene           | España Tranche II - Balda                  | Uruguay Carli - A. Castillo    |
| Paleta cuero    | Uruguay Bernal - Iroldi                | Argentina Aarón Sehter - Ricardo Bizzozero | España Aguirre - Vega          |
| Paleta goma     | Argentina A. Olite - J. Utge           | Uruguay J. Bosco - J. Valverde             | Francia Haramboure - Hirigoyen |
| Xare            | Argentina R. Elias - Ricardo Bizzozero | Uruguay Maz Ayala - Alfieri                | Francia Labat - Hourregue      |

Frontón 36 metros, cuatro títulos:
| Especialidad    | Oro                                | Plata                            | Bronce                                    |
| Mano individual | España Maíz I                      | Francia Minondo                  | México F. Medina                          |
| Mano parejas    | España Sacristan - Iruzubieta      | Francia Mougica - Sallaberry     | México Rosendo Izquierdo - Raymundo Tovar |
| Paleta cuero    | España Alberto Ancizu - Reizabal   | Argentina Aarón Sehter - J. Utge | Francia Berrotaran - Clairacq             |
| Pala corta      | España Santiago Mendiluce - Llorca | Francia Berrotaran - Millet      | México Salazar - Sánchez                  |

Frontón 30 metros, dos títulos:
| Especialidad | Oro                                | Plata                    | Bronce                  |
| Frontenis    | México Loaiza - Hernando           | España Irigay - Lersundi | Argentina Olite - Armas |
| Paleta goma  | México José Becerra - Rubén Rendón | Argentina Armas - Olite  | Uruguay Bernal - Bell   |

Frontón 54 metros, un título:
| Especialidad | Oro                    | Plata                              | Bronce                               |
| Cesta punta  | Francia Camy - Furneau | España E. Mirapeix - J.M. Mirapeix | México Adrián Zubikarai - José Hamui |

Nota 1: Se señalan únicamente los nombres de los pelotaris que disputaron las finales.

## Medallero
|   | País      | Oro | Plata | Bronce | Total |
| - | --------- | --- | ----- | ------ | ----- |
| 1 | España    | 4   | 4     | 1      | 9     |
| 2 | Francia   | 3   | 3     | 3      | 9     |
| 3 | Argentina | 2   | 3     | 1      | 6     |
| 4 | México    | 2   | 0     | 4      | 6     |
| 5 | Uruguay   | 1   | 2     | 3      | 6     |

Nota 1: Se contabilizan en primer lugar el total de las medallas de oro, luego las de plata y en último lugar las de bronce.